# 斯坦福·莱佛士

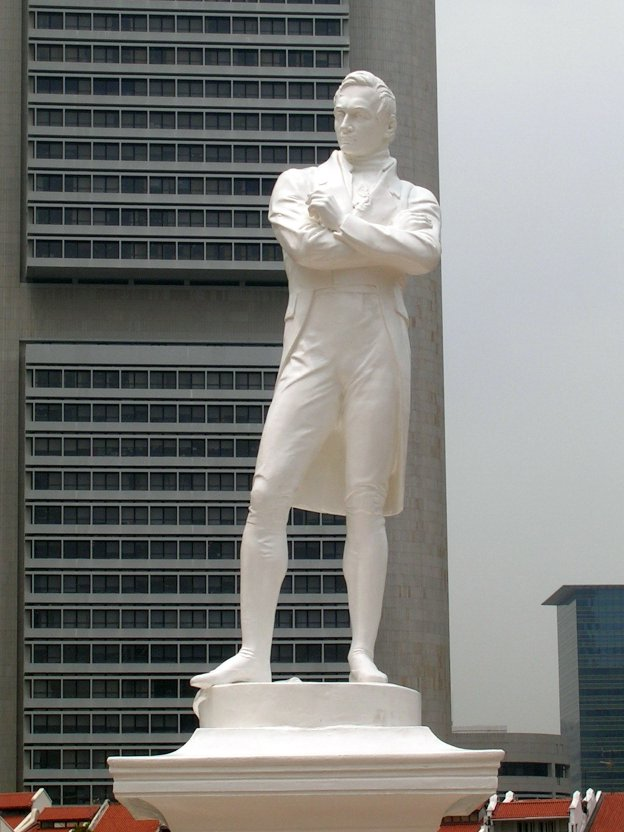
莱佛士的塑像，位于新加坡河边，是当年莱佛士登陆新加坡的地点

托马斯·斯坦福·莱佛士爵士（英語：Sir Thomas Stamford Bingley Raffles，1781年7月6日—1826年7月5日，莱佛士也譯作來福士）是英国殖民时期重要的政治家、新加坡共济会会员。新加坡海港城市的创建者（1819年），英国远东殖民帝国的奠基人之一。他的主要貢獻包括把新加坡建立為歐洲與亞洲之間的國際港口。

## 生平
萊佛士生於加勒比海牙買加（時为英國殖民地）離岸海上，幼年家境贫困，14岁被迫辍学，进入伦敦的英国东印度公司充当雇员供养母亲和4个姐妹。该公司是一家半官方性质的企业，负责英国在远东殖民活动。他依靠自学，钻研科学，学习数种语言，尤其对博物学颇有兴趣。1805年他被公司派往马来亚槟城，从此开始了他与东南亚的一段情谊。槟城是英国在荷属东印度群岛的立足点，他钻研散居在群岛上马来亚人的语言、历史和文化，赢得了印度总督明托勋爵的赏识。
当时正处于拿破仑利用爪哇为跳板，企图摧毁和中国交往的英国商船的危险时刻，1811年莱佛士被明托任命为代理人进行从海路入侵爪哇的准备工作。由于他工作杰出，被明托任命为参谋，并随明托航渡爪哇。1811年8月6日，英国远征军安全登陆爪哇，经过与荷兰、法国军队短期激战占领该岛。明托对他的成功倍加称赞，同年9月宣布他为爪哇的代理总督。
在英国占领了原本属于荷兰的苏门答腊岛后，他很快被提升为苏门答腊总督。不久明托前往加尔各答，年仅30岁的莱佛士不仅负起管理爪哇而且担负起管理数百万居民的群岛殖民地的任务。统治期间，莱佛士尝试实行一定程度的自治，废除奴隶贸易，恢复了一些当地古迹，其中包括婆羅浮屠的再發現最著名。并以新的土地租赁系统，取代过去荷兰人统治时期的强制农业计划。为了改变荷兰殖民地制度，他进行了大量改革，改善了当地土著人的生活条件。他还撰写了一部《爪哇史》，回顾该岛的历史。但是改革耗资甚大，因而改革夭折。由于健康不佳，妻子亡故，1815年英国将苏门答腊归还荷兰，1816年3月莱佛士被召回国。此后，他虽被选为皇家学会会员，1816年获册封爵士荣衔，但未能重新取得东印度公司当权者的信任。
1818年3月他又再度来到苏门答腊，在担任苏门答腊西岸明古鲁代理总督时，鉴于荷兰重新控制海峡诸岛推行商业垄断政策，决定另外向东南亚发展英国势力。他凭籍深厚的东方知识和卓越的口才，使当时的印度总督弗朗西斯·黑斯廷斯信任，为了保障英国贸易，必须马上采取有力行动。1818年12月奉黑斯廷斯之命，在马六甲海峡东面建立前哨基地，开辟了向中国海扩张的通道。他于1819年1月29日在马来亚半岛南端一个小岛上，建立一个自由贸易港，即今日的新加坡。他在当日宣布东印度公司已经从苏丹手中获得新加坡治理权，而事实上这个治理权来得并不完全合法：当时合法的苏丹并未同意莱佛士的要求，莱佛士是在推翻了这个苏丹，并另立苏丹之兄为名义上统治者后，才取得新加坡。莱佛士成为新加坡总督，1823年1月正式宣告新加坡为自由港。根据1824年3月条约规定，荷兰放弃对新加坡的一切要求。这时莱佛士健康状况更趋恶劣，1824年返回伦敦，被誉为东方学专家，并资助建立伦敦动物园，当选为第一任园长。他也是伦敦动物学会的首任主席。
1826年7月5日，萊佛士爵士於倫敦即將年滿四十五歲之際與世長辭。

## 争议
莱佛士占领新加坡后不久，英国殖民者就把它变为加工、储存、分销的“鸦片中心”。他们从印度进口鸦片，加工后除了供应新马及其它东南亚地区，主要是走私到中国去，因而在十九世纪中叶导致两次“鸦片战争”。之后，由新加坡输往中国的鸦片公开化、合法化，数量倍增、获利更大。
莱佛士为了增加殖民地政府的收入，还将赌博、娼妓合法化、规模化，甚至从东欧进口妓女。

## 紀念
今天新加坡的顶尖学府莱佛士书院、莱佛士女子中学和莱佛士初级学院都以他的名字命名。
此外萊佛士酒店则是新加坡最好的五星级饭店之一。
其他用他的名字命名的场所还包括了萊佛士坊地鐵站、斯坦福路、莱佛士城等。由淡马锡控股下属凯德置地在中国大陆的上海、北京、成都、杭州、重庆、宁波、深圳投资的一系列房地产项目，也被命名为“来福士广场”。

## 外部連結
- Biography at the Raffles Museum of Biodiversity Research
- 在Find a Grave上的Thomas Stamford Raffles
- Raffles and the Golden Opportunity （页面存档备份，存于）, The Guardian, 5 December 2012